# Canon BK 37
Pour les articles homonymes, voir Canon de 37 mm.
Le Bordkanone BK 37, autrement dit le canon « embarqué » ou « intégré » de 37 mm fut un canon automatique anti-char de 37 mm développé et construit par Rheinmetall. Il fut monté durant la Seconde Guerre mondiale sur les avions de guerre de la Luftwaffe tout comme les versions de Junkers Ju 87 de type D-3 et G-2, les Henschel Hs 129 B-2/R3, les Messerschmitt Bf 110 G-2/R1-3 et d'autres également. Le canon BK 37 pouvait être attaché sous les ailes ou sous le fuselage de l'appareil en tant que pod indépendant, autonome avec un magasin de 12 coups. Il tirait des obus constituées d'un noyau dur en tungstène ou bien des obus explosifs de calibre 37x263B mm à 160 coups par minute.

## Caractéristiques

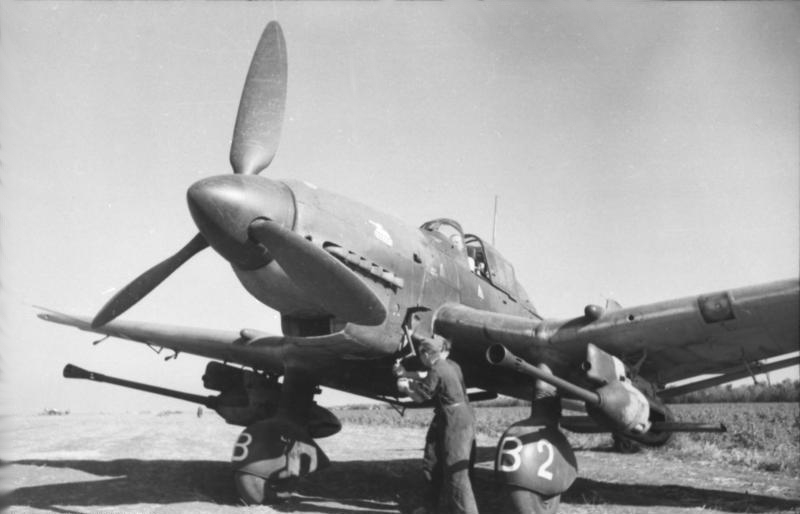
Junkers Ju 87 équipé de deux canons BK 37

- Junkers Ju 87 équipé de deux canons BK 37Type: canon automatique à un seul fût
- Calibre: 37 mm
- Cartouche: 37 mm  x 263
- Fonctionnement: Court recul
- Longueur: 3,63 m
- Poids: 295 kg
- Cadence de tir: 160 coups à la minute
- Vitesse initiale: 780 m/s
- Poids du projectile: Obus de 380 g, Explosif de 640 g, Arme antichar de 685 g

## Sources
- (en) Cet article est partiellement ou en totalité issu de l’article de Wikipédia en anglais intitulé « BK 37 » (voir la liste des auteurs).